# Глиноликий (фильм)
«Глиноли́кий» (англ. Clayface) — будущий американский полнометражный супергеройский фильм, основанный на комиксах издательства DC Comics об одноимённом персонаже. Третья по счёту кинокартина в медиафраншизе «Вселенная DC». Производством занимаются DC Studios и 6th & Idaho Productions, а распространением — Warner Bros. Pictures. Режиссёром фильма станет Джеймс Уоткинс, сценарий напишут Майк Флэнаган и Хуссейн Амини, а главную роль исполнит Том Рис Харрис.
Флэнаган обсуждал возможность создания фильма о Глиноликом с главами DC Studios Джеймсом Ганном и Питером Сафраном в марте 2023 года, причём ранее он уже рассказывал о своём желании поработать над картиной в рамках франшизы «Расширенная вселенная DC». Факт работы над проектом и участие Флэнагана были подтверждены в декабре 2024 года. Флэнаган не сможет срежиссировать фильм из-за занятости другими проектами, и поэтому вместо него в феврале 2025 года был нанят Уоткинс. В мае Амини приступил к переписыванию сценария, а в июне Харрис получил главную роль. Съёмки начнутся в октябре 2025 года в Великобритании.
Фильм «Глиноликий» выйдет в прокат США 11 сентября 2026 года и станет частью первой главы «Вселенной DC» под названием «Боги и монстры».

## Синопсис
Фильм станет «голливудской историей ужасов» об актёре фильмов категории B, который вкалывает себе некую субстанцию, чтобы остаться востребованным, но превращается в чудовище из глины.

## Актёрский состав
- Том Рис Харрис — Глиноликий: актёр фильмов категории B, превращающийся в чудовище из глины после приёма субстанции, которая, как он считал, поможет ему остаться на пике славы[3].

В фильме также появится Мэтт Хейген, одна из версий Глиноликого.

## Производство

### Замысел

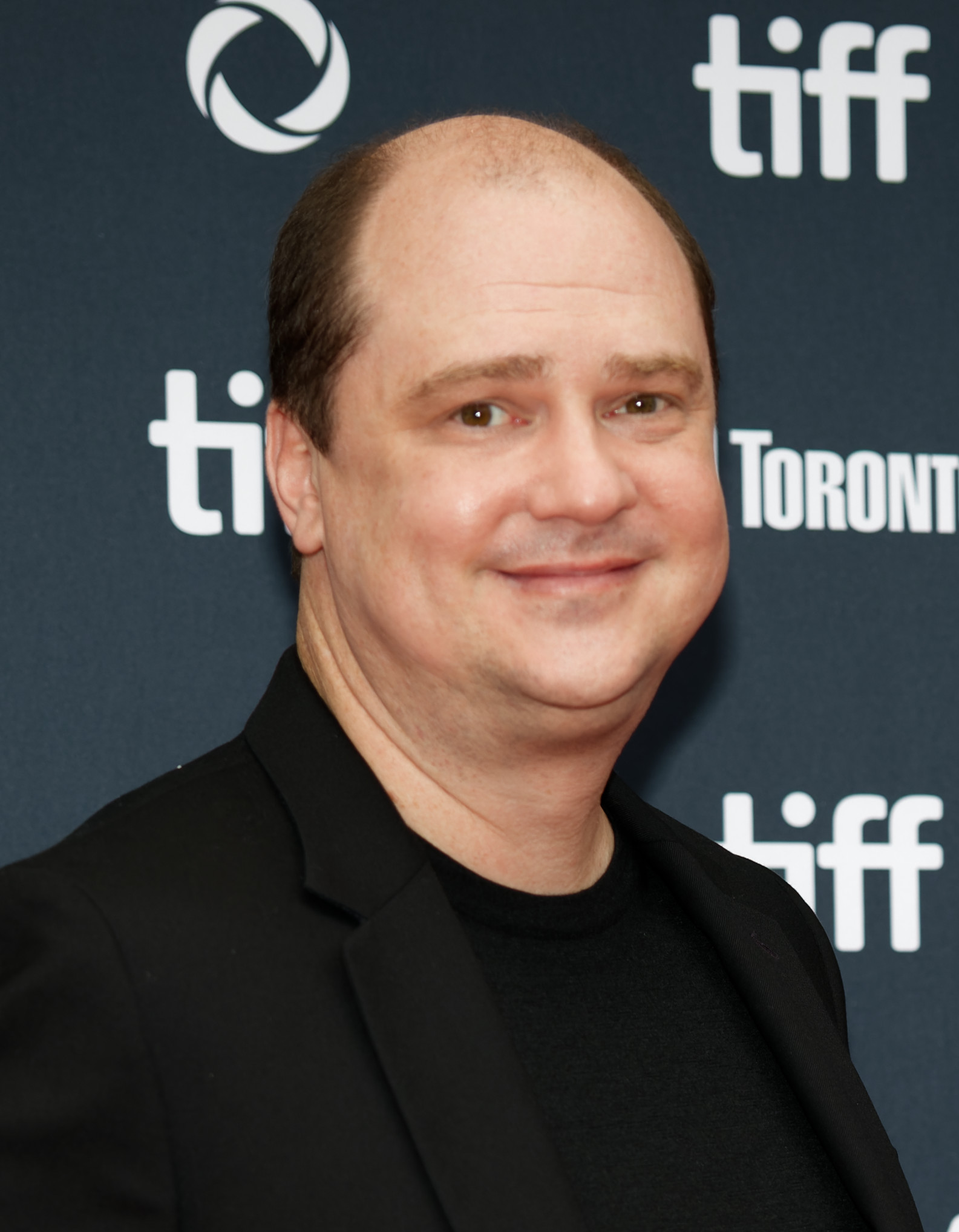
Сценарист Майк Флэнаган несколько раз обсуждал с DC Studios свою идею фильма о Глиноликом, и студия одобрила её, впечатлившись подходом автора

В январе 2021 года кинематографист Майк Флэнаган заявил о своём желании снять фильм о персонаже Глиноликом из комиксов издательства DC Comics. По его замыслу, проект должен был стать смесью жанров хоррора, триллера и трагедии. Флэнаган, будучи поклонником эпизодов мультсериала «Бэтмен» (1992—95) под названием «Искусство глины» с участием персонажа, встречался с продюсером Джоном Бергом, работавшим в компании DC Films, с целью обсудить создание истории об этом и других героях «с уклоном в жанр ужасов» для медиафраншизы «Расширенная вселенная DC». По мнению Флэнагана, переговоры «ни к чему не привели», а DC не поняла его замысел, однако сценарист был готов к обсуждению проекта «в любое время».
В апреле 2022 года Discovery, Inc. и WarnerMedia, материнская компания Warner Bros., слились воедино, образовав конгломерат Warner Bros. Discovery (WBD), главой которого стал Дэвид Заслав. Новая компания собиралась организовать «перестройку» внутри DC Entertainment, и Заслав начал поиски человека, который, аки президент Marvel Studios Кевин Файги, занял бы пост главы новой дочерней компании. В октябре того же года сценарист / режиссёр Джеймс Ганн и продюсер Питер Сафран стали председателями и директорами новообразованной компании DC Studios. Через неделю после вступления в должности они начали работу над многолетним планом новой франшизы, получившей название «Вселенная DC» и представляющей собой «мягкую перезагрузку» «Расширенной вселенной DC». К тому моменту Мэтт Ривз провёл переговоры с несколькими режиссёрами и сценаристами на предмет создания спин-оффов своего фильма «Бэтмен» (2022), рассказывающих о врагах Бэтмена, в число которых входит и Глиноликий. «Бэтмен» и его спин-оффы будут существовать отдельно от «Вселенной DC» и выходить под знаменем «DC Elseworlds».
В марте 2023 года Флэнаган и его партнёр Тревор Мейси провели встречу с Ганном и Сафраном, на которой представили свой проект, в котором Глиноликий не будет злодеем, как в комиксах. На тот момент появление Глиноликого также ожидалось в продолжении «Бэтмена» (2027), однако Флэнаган заявлял, что его проект не будет связан с фильмами Ривза. Кроме того, не было понятно, станет ли лента частью «Вселенной DC» или же выйдет под брендом «DC Elseworlds». В тот период времени Флэнаган заявлял, что новости о его питчинге «носят сугубо спекулятивный характер», а в мае добавил, что не работает над проектом и участвует в забастовке Гильдии сценаристов США. В августе появилась информация о том, что сценаристом и режиссёром фильма стал Флэнаган, а продюсерами — Ривз, Ганн и Сафран. В рамках «Вселенной DC» Глиноликий впервые появился в первом сезоне мультсериала «Монстры-коммандос» (2024—25); персонажа озвучил Алан Тьюдик, до этого озвучивавший другую его версию в мультсериале «Харли Квинн» (с 2019).
В декабре 2024 года DC Studios подтвердила начало работы над фильмом под названием «Глиноликий» в составе «Вселенной DC». По словам Ганна, он изначально не собирался снимать фильм о Глиноликом, но идея Флэнагана и ранние черновики сценария смогли его переубедить. Съёмки планировалось начать в 2025 году, а студия была занята поисками режиссёра — сам Флэнаган должен будет снимать перезапуск серии фильмов «Изгоняющий дьявола», а также мини-сериал «Кэрри». Через несколько дней после анонса проекта студия назначила дату премьеры на 11 сентября 2026 года и подтвердила, что Ганн, Сафран, Ривз, а также Линн Харрис станут продюсерами картины. Бюджет проекта составит приблизительно $ 40 млн. Сафран сказал, что фильм не будет снят в манерном стиле и сравнил его с фильмом ужасов «Муха» (1986).

### Подготовка к съёмкам
В конце 2024 года DC Studios видела в режиссёрском кресле Х. А. Байону. Неделю, начинающуюся с 17 февраля 2025 года, студия провела за прослушиваниями потенциальных режиссёров, среди которых был Джеймс Уоткинс. К тому времени начался кастинг, и постановщика планировалось привлечь к работе в тот же момент, когда он будет нанят. Журналисты Deadline Hollywood Энтони Д’Алессандро и Джастин Кролл сообщали, что в числе возможных режиссёров был и Джефф Уодлоу, а Аарон Коуч и Борис Кит из The Hollywood Reporter заявили, что студия никогда не рассматривала кандидатуру Уодлоу. Они добавили, что из-за меньшего бюджета для съёмок рассматриваются площадки в Северной Америке, тогда как остальные проекты DC Studios снимаются в Великобритании. В материале фильм был охарактеризован как «голливудская история ужасов» об оригинальной версии Глиноликого. Действие будет происходить как в Голливуде, так и в Готэм-Сити. Из-за лесных пожаров в Южной Калифорнии было неясно, будут ли съёмки проходить в Лос-Анджелесе. 20 февраля Уоткинс провёл заключительную презентацию проекта для Ганна, а на следующий день он был заявлен как режиссёр, хотя сделка с ним ещё не была завершена.
Несколько дней спустя Ганн и Сафран подтвердили, что с Уоткинсом ведутся переговоры, идёт поиск актёров, а проект станет частью первой главы «Вселенной DC» под названием «Боги и монстры». Съёмки планировалось начать в середине 2025 года. Сафран назвал фильм «историей происхождения классического врага Бэтмена, которую нам хотелось бы иметь» во «Вселенной DC», а Ганн описал его как боди-хоррор и выразил надежду на то, что проект понравится поклонникам фильмов ужасов, не заинтересованных в DC. Он добавил, что Тьюдик не сыграет Глиноликого (хотя ранее Ганн заявлял, что актёры будут играть своих персонажей во всех проектах со своим участием), поскольку для актёра это не «главная роль» во франшизе; главной же стала роль Алекса Сарториуса / Доктора Фосфора в «Монстрах-коммандос». В феврале журналист Джефф Снайдер сообщил, что на роль Глиноликого рассматриваются двое актёров, один из которых — Дэниел Рэдклифф; Ганн опроверг информацию касаемо Рэдклиффа. Через месяц Снайдер сообщил, что некий другой сценарист вносит правки в сценарий Флэнагана.
В апреле дата начала съёмок была перенесена на октябрь, а в мае появилась информация, что переписыванием сценария занимается Хуссейн Амини. Флэнаган подтвердил, что он покинул проект и хочет, чтобы Уоткинс «сделал всё по-своему», но надеется на то, что фильм останется верен его первоначальному замыслу. В начале июня основными претендентами на главную роль являлись Джордж Маккей, Том Блайт, Джек О’Коннелл и Лео Вудалл, однако Ганн и Сафран не были готовы выбирать только из них и решили расширить область поиска. В середине месяца Ганн объявил, что «после долгих и исчерпывающих поисков» на роль Глиноликого был утверждён Том Рис Харрис. К тому времени Амини уже дописал несколько черновиков сценария, а Ганн заявил, что это всё та же история Флэнагана с небольшими изменениями. Планируется, что проект получит возрастной рейтинг «R» (аналог в России — «18+»). Также ожидается появление Мэтта Хейгена, который в комиксах является второй версией Глиноликого. Съёмки должны пройти в павильоне DC Studios на площадке Warner Bros. Studios Leavesden в Англии.

### Съёмки
Съёмки фильма начнутся 1 октября 2025 года на Warner Bros. Studios Leavesden в Англии под рабочим названием «Коринфяне» (англ. Corinthians). Оператором станет Роб Харди, ранее снимавший другой фильм «Вселенной DC» — «Супергёрл» (2026). Изначально старт съёмок был запланирован на весну или лето того же года.

## Премьера
Фильм «Глиноликий» выйдет в прокат США 11 сентября 2026 года. Проект станет частью первой главы «Вселенной DC» под названием «Боги и монстры».